# Det bedste (Malurt-album)
Det bedste er det opsamlingsalbum fra det danske rockband Malurt. Det blev udgivet i 2008.

## Spor
1. "Kanonføde (Kold Krig)" - 2:50
2. "Stormsoldater" - 3:18
3. "Friheden Station" - 4:40
4. "Vindueskigger" - 2:40
5. "CPR" - 2:27
6. "Superlove" - 3:26
7. "Neonsolen" - 3:33
8. "Tilbage Til Byen" - 3:29
9. "Sidste Station" - 3:52
10. "Mød Mig I Mørket" - 3:58
11. "Lev Stærkt" - 2:50
12. "Black-Out" - 3:49
13. "Vi Ses Igen" - 2:26
14. "Flugten Til Amerika" - 4:21
15. "Tour de Force" - 5:25
16. "Ta'r Til Tokyo" - 3:06
17. "Under Uret" - 3:40
18. "Som Et Lyn" - 4:42
19. "Kys Mig Før Jeg Bli'r Cool" (Live) - 3:49
20. "Hey Hey My My" (Live) - 3:49